# 英埃蘇丹
英埃蘇丹（英語：Anglo-Egyptian Sudan，阿拉伯語： as-Sūdān al-Inglīzī al-Maṣrī）存在於1899年至1956年間，其由埃及和英國共同管治。为了同法属苏丹作出区别，英埃苏丹被称作东苏丹，法属苏丹为西苏丹，直至1956年苏丹共和国成立。

## 與埃及的合併

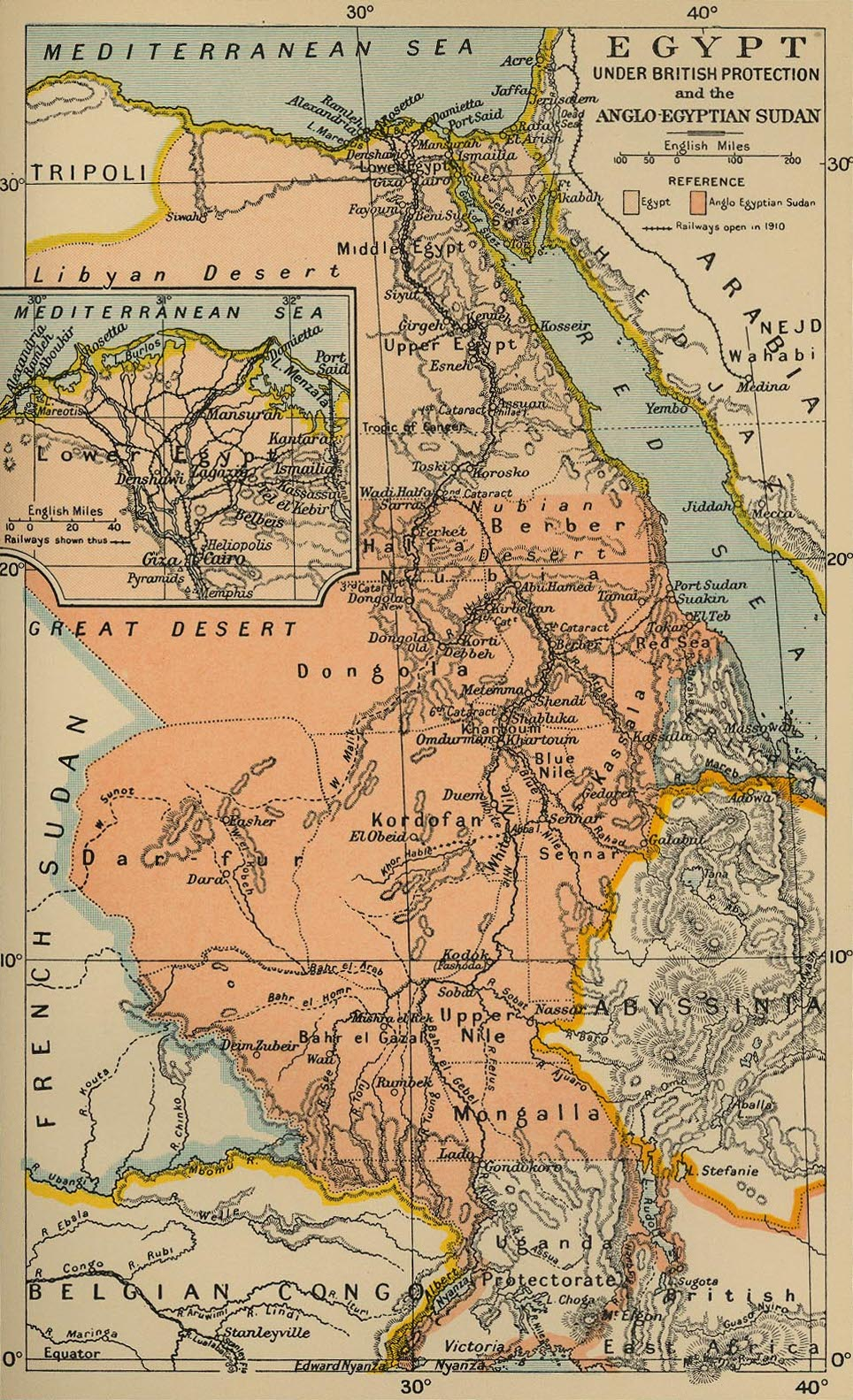
英埃蘇丹的地圖

英埃蘇丹的旗帜

1820年，鄂圖曼帝國的埃及總督穆罕默德·阿里入侵並征服了蘇丹北部。這個地區打從上古的法老統治期間便與埃及在許多方面有相當大的關係，也曾經多次被埃及統治。由於穆罕默德·阿里試圖要對外擴張勢力、將鄂圖曼帝國取代，因此將蘇丹視為一個相當有價值的新領地。在他本人及繼承者統治期間，埃及與蘇丹成為一個單一政治實體，其後所有王朝的統治者都致力於維護這個「尼羅河谷的聯合」。此政策在穆罕默德·阿里的孫子伊斯梅爾帕夏在位期間，更被進一步強化。

### 英國勢力的進入
當蘇伊士運河在1869年開通後，埃及和蘇丹在戰略及經濟上的重要性逐漸增加，引起列強的興趣，尤其是英國。十年後的1879年，大量的外國貸款成為列強逼迫伊斯梅爾帕夏退位的藉口，由他的兒子陶菲克帕夏取而代之。此舉激怒本來就對外國政府及商人很不滿的民族主義者；這股情緒隨著特費克的貪腐和無能逐漸升溫，最終爆發了阿拉比革命。眼看著情勢岌岌可危，特費克遂求助於英國。1882年，在他的請求下，英國發兵砲轟亞歷山卓、埃蘇兩地的主要港口，並隨後入侵之，又推翻艾哈邁德·阿拉比在開羅所領導的政權，再進而佔領埃及和蘇丹全境。之後雖然特費克得以重新掌權，然而英國也從此控制了埃及和蘇丹的事務。

### 馬赫迪革命
陶菲克為了答謝英國護衛埃及王室，乃允許英國佔領；此舉使埃及和蘇丹兩地民情更加激憤。當英軍駐紮在埃及北部，以護衛開羅、亞歷山卓以及蘇伊士運河等地時，反對國王和他的歐洲靠山之人士乃從中阻撓；相對的，在蘇丹的英軍因人數有限，革命終於爆發。群眾推舉當地宗教領袖穆罕默德·艾哈邁德·馬赫迪做為領袖，他自稱「馬赫迪」（意思是「救世主」），號召人民進行「聖戰」，驅逐外國侵略者，建立「普遍平等，處處公正的美好社會」。1883年11月，反抗軍集中4萬多優勢兵力，一舉殲滅英軍1萬多人。英方眼見情勢不對，只得再次任命曾任總督的戈登來因應。戈登抵達喀土穆後一個月，馬赫迪軍隊完成包圍喀土穆。1885年1月，他們攻陷喀土穆，戈登被殺；同年6月馬赫迪病逝，阿卜杜拉（約1846年—1899年）繼位，稱哈里發（伊斯蘭教領袖），他企圖建立了統一的伊斯蘭國家──馬赫迪國，首都設在恩圖曼。1896年，英国军隊再次進攻苏丹。1898年4月，喀土穆陷落，英国重占苏丹。阿卜杜拉率残部退守科尔多凡，直至战死。亂事被平定。

### 結束共管與獨立
即使英國在1936年結束對埃及的佔領（蘇伊士運河區除外），他們仍保留了在蘇丹的軍隊。開羅政府曾多次宣佈廢除共管協定、英國在蘇丹的活動是非法的、並要求英方完全承認法魯克一世為「埃及和蘇丹的國王」。但直到1952年埃及革命後，才正式決定結束對蘇丹的佔領。1953年君主制被廢除後，埃及總統納吉布以及纳赛尔深知欲終止英國對蘇丹支配的唯一方法，就是埃及本身必須先放棄對其之主權。如此一來，他們便認為英國只能別無選擇的離開，之後果不其然地實現。1954年，英埃雙方簽訂了保證蘇丹獨立的協定。而後在互相承諾的1956年1月1日這一天，蘇丹正式成為一個主權獨立的國家，同時也結束了和埃及長達136年的聯合與英國55年的統治。

## 歷任總督

蘇丹總督旗

- 元帅第一代基奇纳伯爵赫伯特·基奇纳 (1899年1月19日 - 1899年12月22日)
- 弗朗西斯雷金纳德将军温盖特 (1899年12月22日 - 1916年12月31日)
- 少校李·奥利弗·菲茨莫里斯爵士 (1917年1月1日6 - 1924年11月19日) (被暗殺)
- 瓦西·斯特里爵士(1924年11月21日 - 1925年1月5日) (代理)
  - 前蘇丹審判長及法務秘書
- 杰弗里·弗朗西斯·阿彻爵士 (1925年1月5日 - 1926年7月6日)
- 约翰·路德·马菲爵士 (1926年10月31日 - 1934年1月10日)
- 中校 乔治·斯图尔特·赛姆爵士 (1934年1月10日 - 1940年10月19日)
- 休伯特·赫德尔斯顿先生 (1940年10月19日 - 1947年4月8日)
- 罗伯特·乔治·豪先生 (1947年4月8日 - 1954年3月29日)
- 亚历山大·诺克斯·赫尔姆爵士 (1954年3月29日 - 1955年12月2日)

## 腳註
1. ↑  "Sudan Almanac 1951" Public Relations Department of the Sudan Government, McCorquedale & Co. Ltd., Khartoum, 1951, Page 52
2. ↑  "Sudan Almanac 1951" Public Relations Department of the Sudan Government, McCorquedale & Co. Ltd., Khartoum, 1951, Page 52
3. 1 2 3 4  （简体中文）《阿拉伯國家史》，第200頁。
作者/彭樹智，出版社/高等教育出版社，出版日/2005-11，ISBN 7-04-011503-4